# Vesebygaard
Vesebygaard (Veseby Gods, på tysk Wesebygaard) er navnet på et tidligere gods og en nuværende gade beliggende i landsbyen Veseby øst for Flensborg på halvøen Angel i Sydslesvig. Administrativt ligger stedet i Hyrup kommune i Slesvig-Flensborg kreds i den nordtyske delstat Slesvig-Holsten. I kirkelig henseende hører stedet under Hyrup Sogn. Sognet lå i den danske periode indtil 1864 i Husby Herred (Flensborg Amt).
Godset blev i 1618 bortsolgt fra Undevad og udgjorde siden en selvstændig administrativ enhed i det første angelske godsdistrikt. Godset varetog dog ikke birkrettigheder og kom faktisk under Husbyherred i Flensborg Amt. Godset blev parceleret i 1785. Bygningerne blev senere revet ned.

## Ejere[3]
- 1626 Otto Petersen
- 1630 Valentin Daldorf
- derpå Piper
- 1649 Hetshusen
- 1661 Reinking
- 1712 von Buchwald
- 1738 von Holstein
- 1740 von Buchholz
- 1754 Selker
- 1759 Andersen (Peter Andersen var forhen købmand i Flensborg)
- 1812 Heyssel
- 1814 Kallsen
- 1819 Staake
- 1831 Fischer